# نيجمة مشطية
نيجمة مشطية (الاسم العلمي: Geastrum pectinatum) هو نوع من الفطريات يتبع جنس النيجمة من الفصيلة النيجمية.